# Kevin Dunn

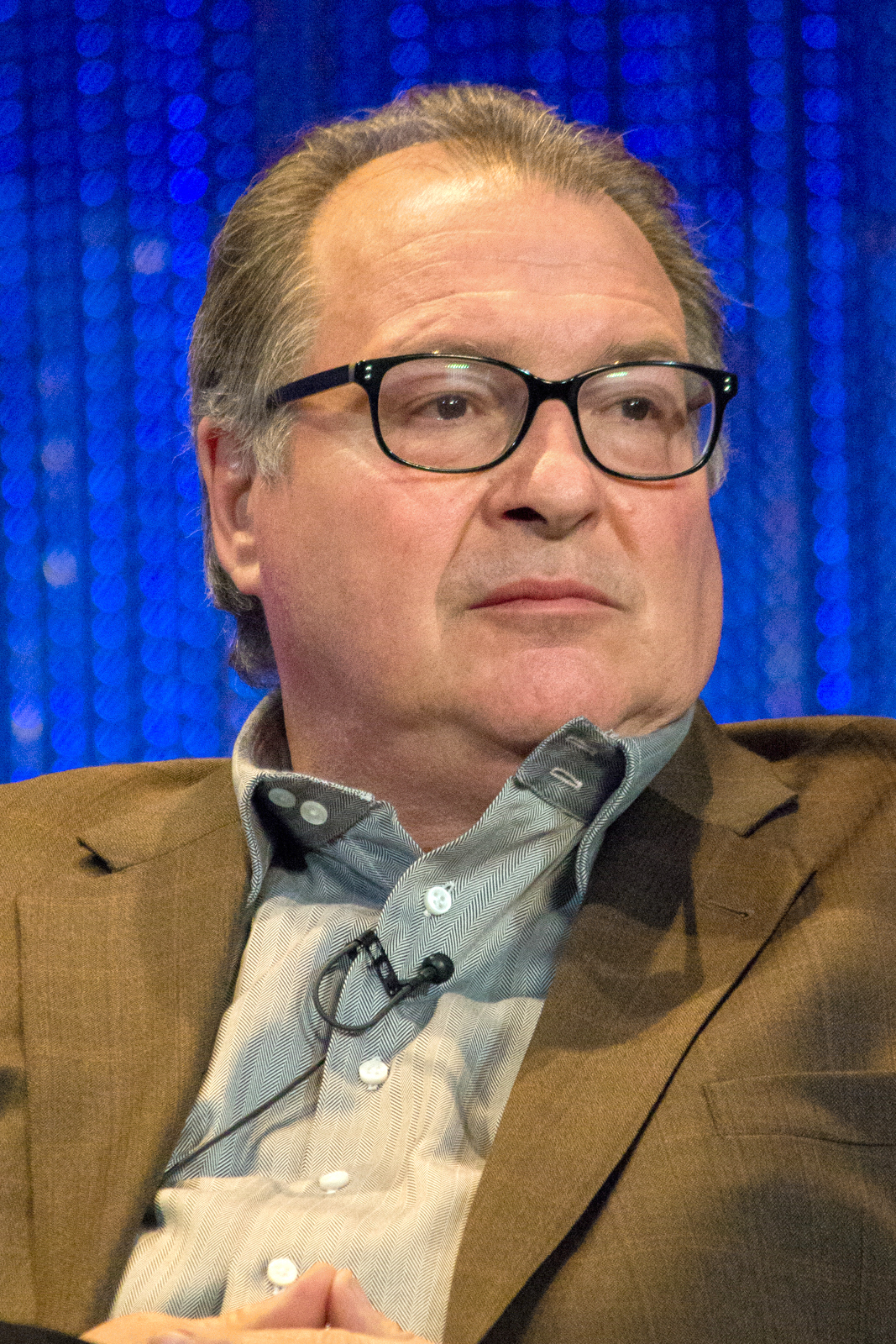
Kevin Dunn (2014)

Kevin Dunn (* 26. Februar 1956 in Chicago, Illinois) ist ein US-amerikanischer Filmschauspieler, der durch Nebenrollen in den 1980er und 1990er Jahren bekannt wurde.

## Leben
Kevin Dunn war nach seiner Studienzeit zunächst als Theater-Schauspieler tätig. Sein TV-Debüt gab er 1986 mit einer Rolle in drei Folgen der Serie Jack & Mike. Daran anschließend war er bis zu Beginn der 1990er Jahre vor allem mit Gastauftritten in den verschiedensten Fernsehserien zu sehen. Ab 1990 übernahm er auch Rollen in Kinoproduktionen, so spielte er den Pressesprecher „Alan Reed“ in der Polit-Komödie Dave (1993), den US-Colonel „Hicks“ in Godzilla (1998), Vater „Ron Witwicky“ in Transformers (2007) und den Folgefilmen sowie „Oscar Galvin“ in Unstoppable – Außer Kontrolle (2010). Ab 2013 spielte er den Stabschef „Ben Cafferty“ in der Serie Veep – Die Vizepräsidentin. Insgesamt wirkte er in über 130 Produktionen mit.
Dunn ist mit Katina Alexander verheiratet und hat einen Sohn. Seine Schwester Nora Dunn ist ebenfalls Schauspielerin.

## Filmografie (Auswahl)
- 1988: Mississippi Burning – Die Wurzel des Hasses (Mississippi Burning)
- 1989: Ghostbusters II
- 1990: Fegefeuer der Eitelkeiten (The Bonfire of the Vanities)
- 1991: Hot Shots! – Die Mutter aller Filme (Hot Shots!)
- 1991: Mama, ich und wir zwei (Only the Lonely)
- 1992: 1492 – Die Eroberung des Paradieses (1492: Conquest of Paradise)
- 1992: Chaplin
- 1993: Eine Familie namens Beethoven (Beethoven's 2nd)
- 1993: Dave
- 1994: Little Big Boss (Little Big League)
- 1995: Nixon
- 1995: JAG – Im Auftrag der Ehre (JAG, Fernsehserie, Episoden 1x01–1x02)
- 1995: Mad Love – Volle Leidenschaft (Mad Love)
- 1996: Außer Kontrolle (Chain Reaction)
- 1997: Der gebuchte Mann (Picture Perfect)
- 1998: Small Soldiers
- 1998: Godzilla
- 1998: Fast Helden (Almost Heroes)
- 1998: Spiel auf Zeit (Snake Eyes)
- 1999: Echoes – Stimmen aus der Zwischenwelt (Stir of Echoes)
- 2001: Flug 323 – Absturz über Wyoming (NSTB: The Crash of Flight 323)
- 2004: I Heart Huckabees
- 2006: Lost (Fernsehserie, 1 Episode)
- 2006: Das Spiel der Macht (All the King’s Men)
- 2006: Ein vollkommener Tag (A Perfect Day)
- 2006: The Path to 9/11 – Wege des Terrors (The Path to 9/11)
- 2006: Spiel auf Bewährung (Gridiron Gang)
- 2006: The Black Dahlia (nicht im Abspann)
- 2007: Transformers
- 2007: Von Löwen und Lämmern (Lions for Lambs)
- 2007–2009: Samantha Who? (Fernsehserie, 28 Episoden)
- 2008: Vicky Cristina Barcelona
- 2009: Transformers – Die Rache (Revenge of the Fallen)
- 2010: Unstoppable – Außer Kontrolle (Unstoppable)
- 2011: Küssen verboten! – Honeymoon mit Hindernissen (You May Not Kiss The Bride)
- 2011: Transformers 3 (Transformers: Dark of the Moon)
- 2011: Warrior
- 2011–2012: Luck (Fernsehserie, 9 Episoden)
- 2012: Fire with Fire – Rache folgt eigenen Regeln (Fire with Fire)
- 2013: Jobs
- 2013: Frozen Ground (The Frozen Ground)
- 2013–2019: Veep – Die Vizepräsidentin (Veep, Fernsehserie, 54 Episoden)
- 2014: True Detective (Fernsehserie, 5 Episoden)
- 2014: Draft Day
- 2015: Ashby
- 2015–2016: Code Black (Fernsehserie, 9 Episoden)
- 2016: Die Jones – Spione von nebenan (Keeping Up with the Joneses)
- 2019: Captive State
- 2019: Standing Up, Falling Down
- 2019: Above Suspicion
- 2020: Miracle Workers (Fernsehserie, eine Episode)
- 2021: Catch the Fair One – Von der Beute zum Raubtier (Catch the Fair One)
- 2022: God’s Favorite Idiot (Fernsehserie)
- 2023: Law & Order (Fernsehserie, 2 Episoden)